# Lukas Spielhausen
Lukas Spielhausen est un portrait réalisé en 1532 par l'artiste allemand de la Renaissance Lucas Cranach l'Ancien. Peinture à l'huile sur bois de hêtre, elle fait partie de la collection du Metropolitan Museum of Art de New York  . 

## Description
Le sujet peut être identifié comme Lukas Spielhausen d'après la robe rayée noire et jaune d'un membre de la cour électorale de Saxe et les initiales JS sur sa chevalière. En 1531, Spielhausen était en effet avocat à la curie judiciaire d'État de Jean Ier de Saxe et avait environ trente-neuf ans lorsque la séance a eu lieu. 
L'œuvre est exposée dans la galerie 643 du Metropolitan Museum. 